# 山内幹枝
山内 幹枝（やまのうち みきえ、文久2年10月17日（1862年12月8日） - 大正7年（1918年）12月21日）は、福音ルーテル教会婦人伝道師。前名は川瀬幹枝。

## 来歴

### 生い立ち
文久2年10月17日（1862年12月8日）川瀬六郎左衛門の娘として紀伊国日高郡藤田村に生まれる。母は川瀬始代（もとよ）
明治14年（1881年）5月17日、紀伊国日高郡南部村（現・和歌山県日高郡みなべ町）の神職・山内繁憲の二男の山内量平と婚姻。山内家は代々神職を務め、また酒造業も行う素封家であったが、量平の代になって事業に失敗し零落した。
ある時、J・B・ヘールという宣教師が、耶蘇教の集会を開き、量平は如何なる邪教を以って国体を害するものかと猜疑の心を以って密かに、その集会に潜伏し、ヘールの教えを聴く。
量平は、かのヘールの教えを受け入れ難く、山路を騎馬にて帰る途中、父祖伝来の家業を傾け零落している我が身を内省するに思うところがあって、帰路を引き返し遂には馬を捨ててヘールの基に戻って信仰を得るに至る。
そして明治17年（1884年）5月17日、ヘール宣教師の手によって洗礼を受けたという。
夫の受洗に伴い、幹枝も明治17年（1884年）6月15日、田辺の自宅にてヘール宣教師の手によって洗礼を受けた。

### 受洗以降
明治19年（1886年）、夫・量平は、東京・深川教会で長老として伝道に従事し、幹枝もこれに協力し、下町の貧しい人々の救済するために、夫とともに貧民救助会を組織して活動した。
ルーテル教会の日本への伝道開始にあたって、明治26年（1893年）4月、佐賀十字教会創設のため日本福音ルーテル教会の最初の宣教師であるジェームス・シェーラーやラファス・ピーリーらに同行し、日本語通訳として夫・量平とともに佐賀へ移る。幹枝自身は伝道師としても活動した。
明治26年（1893年）6月、夫・量平とともに幼稚園兼日曜学校を開設し、校長を量平として、幹枝が教師となって聖書・讃美歌を園児たちに教えた。
明治32年（1899年）、夫・量平と娘婿の山内直丸が按手礼を受けて、日本福音ルーテル教会の最初の牧師になる。
明治38年（1905年）、夫・量平の博多転任に伴い、博多へ移住し南博幼稚園の開設に尽力した。
明治43年（1910年）7月2日、幹枝の母・川瀬始代の死亡により、夫・量平の子弟で博多の路帖神学校の開学一期生として神学を学んでいた入江徳太郎を、始代（もとよ）の選定家督相続人となさしめてその名跡養子とし、実家の川瀬姓を継がしめた。
大正2年（1913年）、南博幼稚園の伝道師兼保母として献身する。
大正6年（1917年）、夫・量平の病気により、伝道活動を引退して和歌山県田辺へ帰郷。
大正7年（1918年）12月21日昇天。享年57歳。

## 家族
- 父：川瀬六郎左衛門（紀伊国日高郡志賀村の庄屋）
- 母：川瀬始代（もとよ, 　-1910年[3]）
  - 兄：川瀬楠之丞（　　-1889年[4]）
  - 夫：山内量平
  - 本人：山内幹枝
    - 養女：山内綾（実は山内量平の姪、のち山内直丸の妻）
    - 養女の婿：山内直丸（旧姓鈴木、元紀伊藩士、ルーテル教会牧師）

  - 妹：山内くに[5]（山内紋作[6]の妻）
  - 義弟：川瀬徳太郎（ルーテル教会牧師）
  - 義弟の妻：川瀬美世子（乾正士の長女、板垣退助の孫[7][8]）

## 補註
1. ↑  明治15年（1882年）から明治16年（1883年）頃か。
2. ↑  アメリカ・カンバーランド長老教会の最初の宣教師。
3. ↑  佐賀県で病死
4. ↑  大和十津川の大水害で溺死
5. ↑  田辺で死去
6. ↑  東京で死去
7. ↑   「牧師・川瀬徳太郎先生を憶う」（所収『折尾女子学園五十年史』折尾女子学園記念史編纂委員会編、昭和60年（1985年）11月1日）
8. ↑  “板垣氏”.   世界帝王事典. 2014年6月15日閲覧。